# Friedrich Wilhelm Leopold von Rosenbruch
Friedrich Wilhelm Leopold von Rosenbruch (* 1726 in der Altmark; † 4. November 1795 zu Jarchau) war ein preußischer Generalmajor, Chef des Dragonerregiments Nr. 10 sowie Erbherr auf Jarchau und Rindtorf (Kreis Stendal).

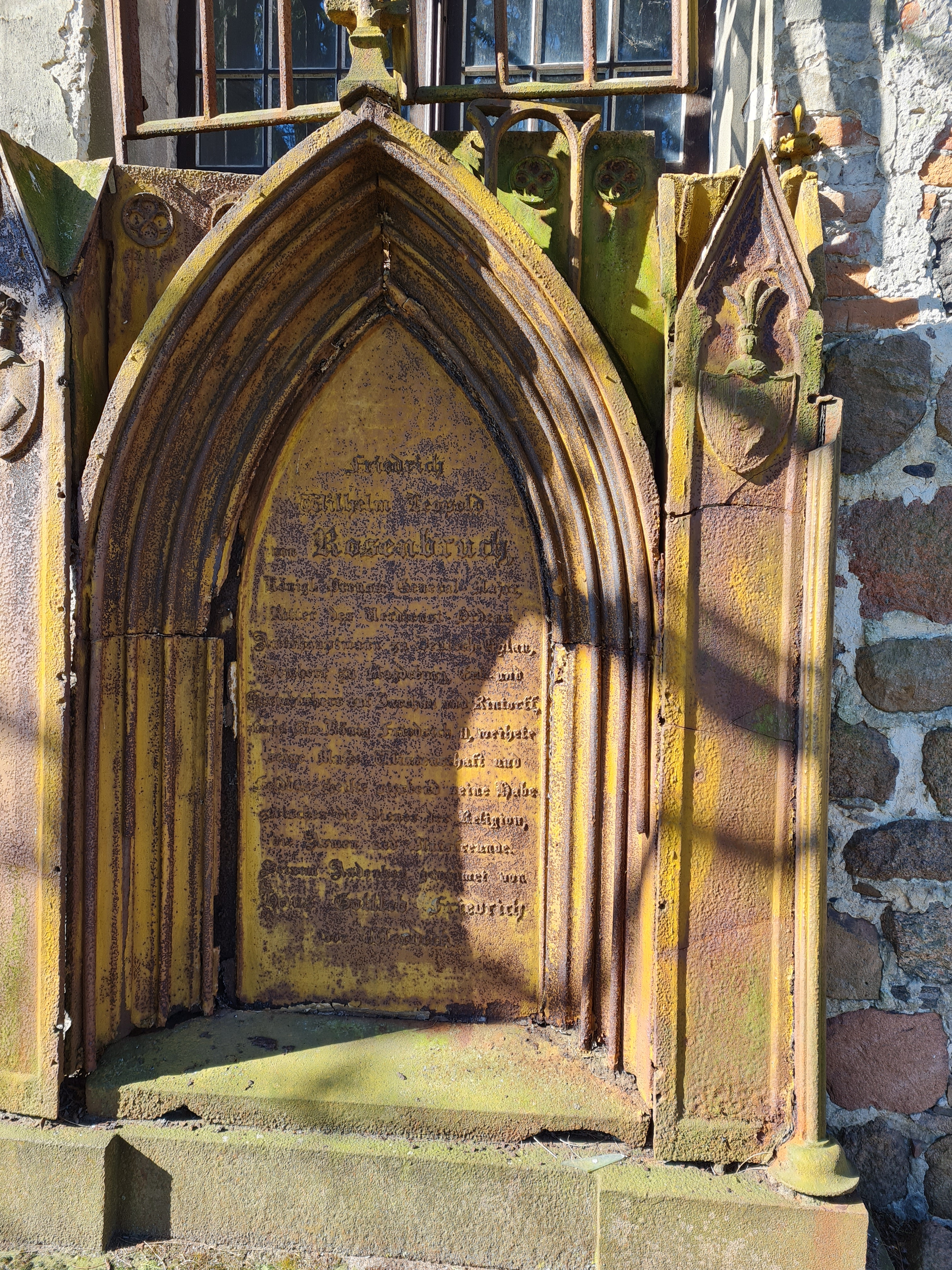
Gedenktafel an der Dorfkirche Jarchau

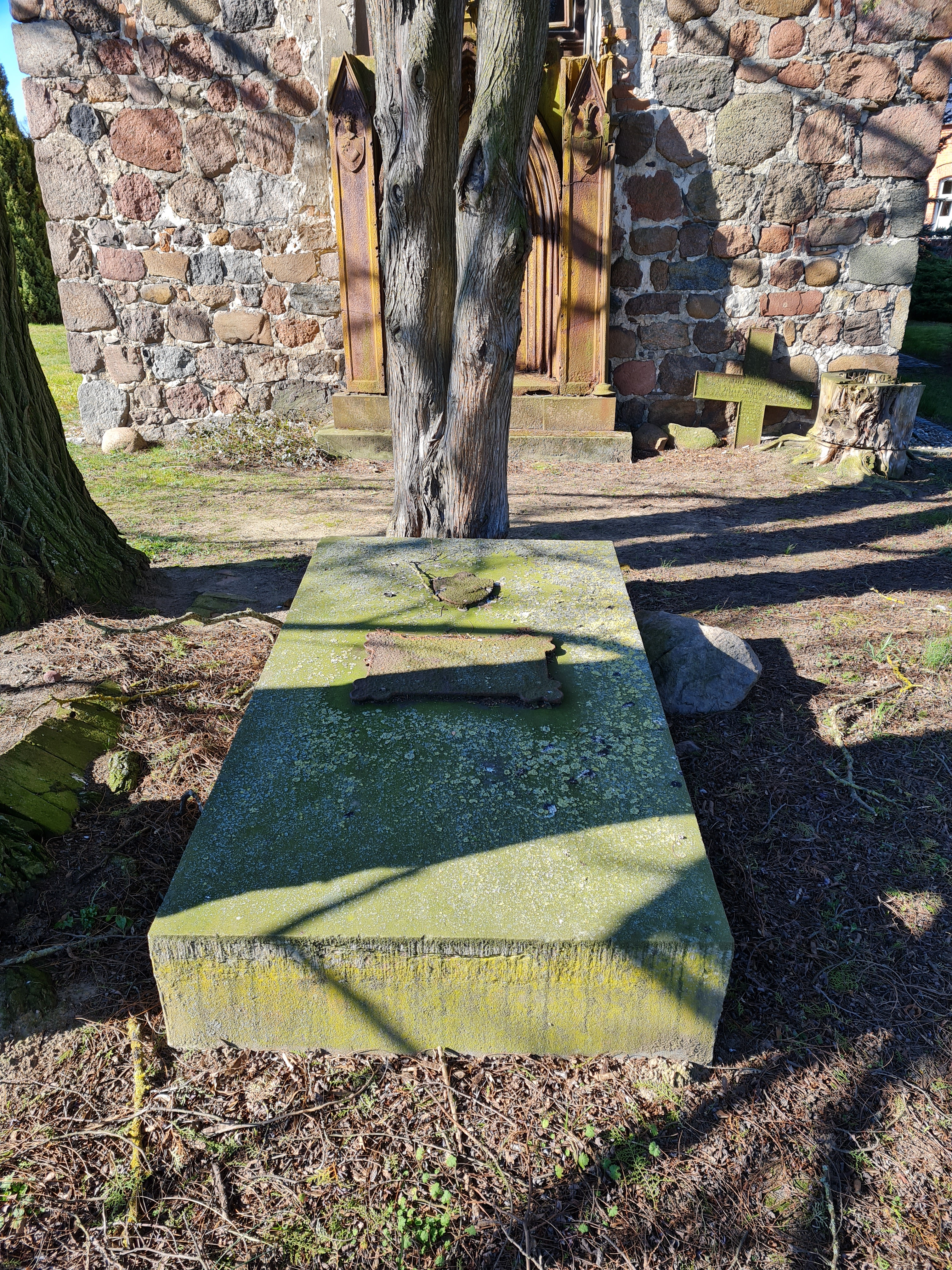
Grabstein vor der Kirche

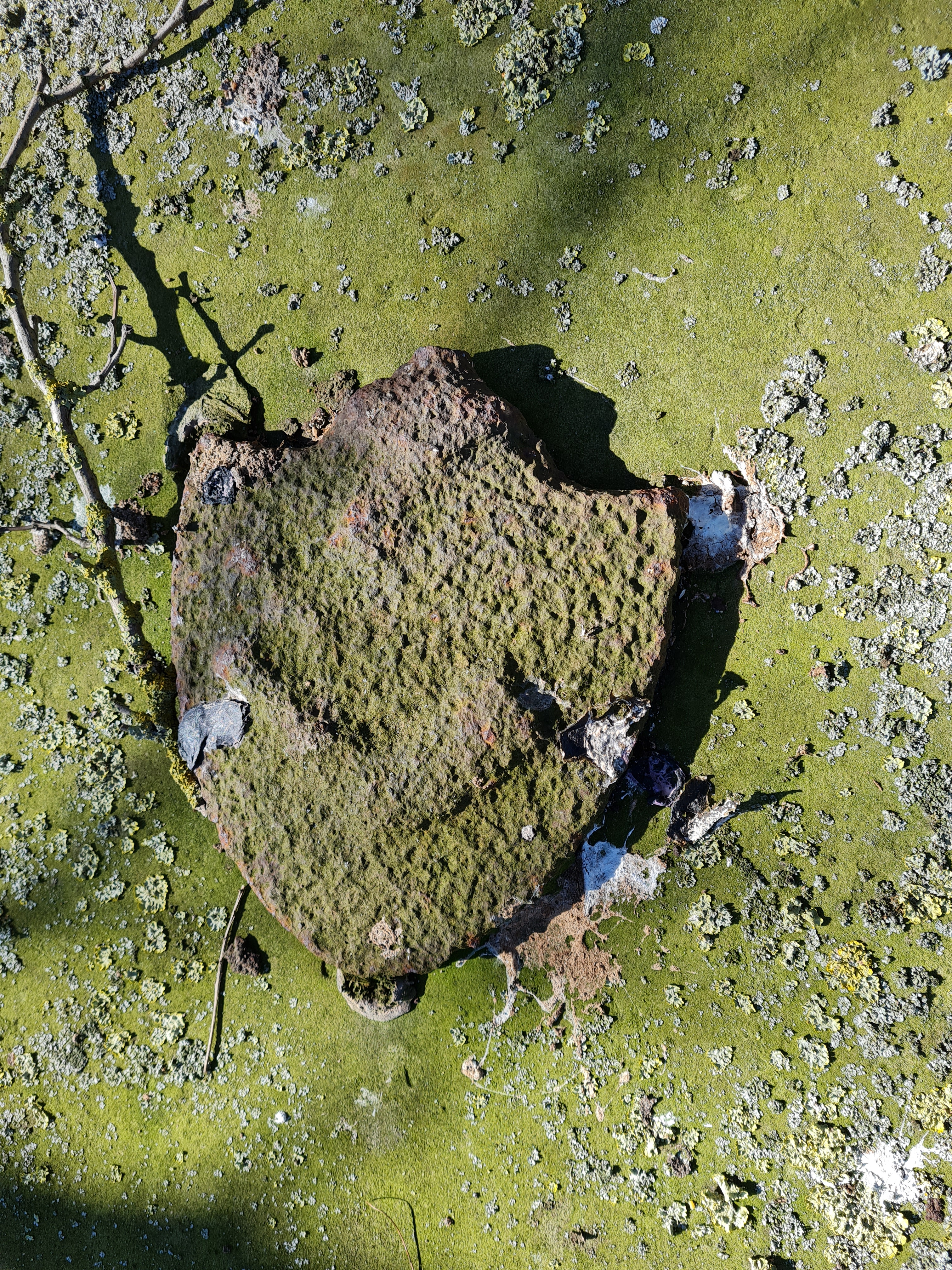
von Rosenbruchsches Wappen auf dem Grabstein (2022)

## Leben
Rosenbruch ging am 16. April 1741 in preußische Dienste und kam zum Dragonerregiment „Platen“. Am 27. Oktober 1743 wurde er dann in das Dragonerregiment „Möllendorf“ versetzt. Während des Zweiten Schlesischen Krieges nahm er an der Schlacht bei Kesselsdorf teil. Am 29. Januar 1744 wurde er Fähnrich und am 8. Juni 1750 Sekondeleutnant. Im Siebenjährigen Krieg kämpfte Rosenbruch in der Schlacht bei Groß-Jägersdorf und nahm an den Gefechten von Spie, Bauerwitz, Reichenbach und der Belagerung von Kolberg teil.
Am 15. September 1757 wurde er Premierleutnant, am 29. August 1761 Stabshauptmann, am 24. Mai 1767 Major und Eskadronchef.  Am 25. Mai 1776 wurde er Oberstleutnant und ab dem 1. August 1776 wurde er ins Reich auf Werbung geschickt. Während des Bayerischen Erbfolgekriegs kämpfte Rosenbruch bei Teschen. Am 29. März 1779 wurde er zum Kommandeur des Dragonerregiments ernannt. Am 28. Juni 1782 erhielt er den Orden Pour le Mérite und wurde zudem Amtshauptmann von Preußisch Eylau, was ihm jährlich 500 Taler einbrachte. Am 8. Juli 1782 wurde er zum Domherren in Magdeburg ernannt. Am 3. März 1784 wurde aus den Dragonerregimenter Nr. 9 und 10 sowie den Husarenregimentern Nr. 7 und 10 die Westpreußischer Kavallerie-Inspektion gebildet. Sie wurde dann dem Oberst Rosenbruch übertragen. Am 22. September 1785 erhielt er die Beförderung zum Generalmajor und das Dragonerregiment Nr. 10 als Chef. Am 2. Juni 1786 erhielt er vom König 2000 Taler als Geschenk. Aufgrund seines Alters gab er am 20. November 1789 die Westpreußische Kavallerie-Inspektion wieder ab. Diese wurde mit der Ostpreußischen vereint, das ganze wurde danach vom General Kalckreuth verwaltet. Am 18. Mai 1790 wurde ihm mitgeteilt, dass er am Polenfeldzug nicht teilnehmen muss, am 30. Juli 1790 erhielt er seine Demission mit einer Pension von 1200 Talern. Er starb am 4. November 1795 auf seinem Gut Jarchau.
Sein Grabstein findet sich noch heute an der Kirche von Jarchau. Die Gedenktafel des Grabmals trägt folgende Inschrift:

„Friedrich
Wilhelm Leopold
von Rosenbruch
Königl: Preuss: General – Major,
Ritter der Verdienst – Orden,
Amtshauptmann zu Deutsch – Eylau,
Domherr zu Magdeburg, Erb – und
Gerichtsherr auf Jarchau und Rintorff,
focht für König Friedrich II, weihete
seine Muße Wissenschaft und
Feldbau, theilte sterbend seine Habe
zwischen die Diener der Religion
die Armen und Blutsfreunde.
Seinem Andenken gewidmet von
Hans Gottlob Friedrich
von Werdeck.“

Ferner finden sich seine Initialen auf der Wetterfahne der Kirche zusammen mit der Jahreszahl 1787, da er 1787 für die Renovierung der Kirche gespendet hatte.